# A United Kingdom
A United Kingdom är en brittisk biografisk dramafilm från 2016 regisserad av Amma Asante, baserad på romansen mellan Sir Seretse Khama och hans fru Ruth Williams Khama. David Oyelowo och Rosamund Pike porträtterar respektive i filmen. Filmen hade premiär på Toronto Film Festival i september 2016, och brittisk premiär november 2016. Svensk premiär ägde rum den 10 mars 2017.

## Synopsis
1947 träffade Seretse Khama, den 26-årige tronarvingen av Botswana (dåvarande Bechuanaland), Ruth Williams, en 24-årig kontorist från London. Deras kärlek och äktenskap bekämpades inte bara av respektive familjer utan också av de brittiska och sydafrikanska myndigheterna. Paret kämpade mot apartheid och den brittiska regeringen för att införa demokrati i Botswana.

## I rollerna (urval)
- David Oyelowo – Sir Seretse Khama
- Rosamund Pike – Ruth Williams Khama
- Terry Pheto – Naledi Khama
- Vusi Kunene – Tshekedi Khama
- Abena Ayivor – Ella Khama
- Jack Davenport – Alistair Canning
- Jack Lowden – Tony Benn
- Donald Molosi – Kabelo
- Tom Felton – Rufus Lancaster
- Charlotte Hope – Olivia Lancaster
- Nicholas Lyndhurst – George Williams
- Anastasia Hille – Dot Williams
- Laura Carmichael – Muriel Williams-Sanderson
- Jessica Oyelowo – Lady Lilly Canning